# Enåkers kyrka
Enåkers kyrka är en kyrkobyggnad i Enåker i Uppsala stift och församlingskyrka i Enåkers församling. Kyrkan ligger omkring en kilometer nordväst om samhället Runhällen och drygt en mil nordost om Sala.

## Kyrkobyggnaden
I sin nuvarande form består kyrkan av ett rektangulärt långhus med ett smalare tresidigt avslutat kor i öster. Norr om koret finns en vidbyggd sakristia. Vid långhusets västra kortsida finns ett kyrktorn med trappgavlar och hög kopparklädd spira. Långhusets flacka sadeltak liksom det något lägre valmade sadeltaket över koret är även de kopparklädda. Vid tornets västra sida finns ingången. Kyrkans äldsta del är långhuset som är byggt av gråsten. Exteriören präglas av en ombyggnad på 1850-talet då medeltidskyrkan omdanades till nygotisk stil. Korets interiör präglas av samma ombyggnad, medan långhuset ännu täcks av medeltida kryssvalv med några kalkmålningar. Inredningen har tillkommit under skilda perioder.

### Tillkomst och medeltida ombyggnader
Redan på 1200-talet fanns en församling i Enåker och troligen även en kyrka. Hur denna tidiga kyrka såg ut eller när den tillkom är okänt. Nuvarande kyrkobyggnad uppfördes tidigast omkring år 1300 och var från början en salkyrka med rak korvägg i öster. Vid nordöstra sidan fanns en sakristia och vid sydöstra sidan ett vapenhus, båda med okända tillkomsttider. Ursprungliga salkyrkan är nuvarande kyrkas långhus där östra delen tidigare var kor. Ytterväggarna dekorerades med blinderingar av tegel. Kyrkorummet hade från början troligen ett tunnvalv av trä. Omkring år 1475 tillkom nuvarande stenvalv där valvribborna fick skulpturer som kallas gubbar. Kort därefter dekorerades väggar och valv med kalkmålningar. Något senare, vid början av 1500-talet, tillkom ytterligare kalkmålningar i rik mängd.

### Senare ombyggnader
Under 1700-talet tillkom emellertid ny inredning, med bland annat läktare i väster. 1794 revs vapenhuset vid södra sidan och ersattes av ett nytt vapenhus vid västra gaveln. Samma år rappades ytterväggarna och innerväggarna ströks över med kalk. Samtidigt doldes de medeltida kalkmålningarna. Två nya fönster togs upp på södra långväggen. Två år senare togs två fönsteröppningar upp på norra långväggen som tidigare saknat fönster. 1846 visiterades Enåkers församling av ärkebiskop Carl Fredrik af Wingård. Vid den tiden var kyrkan för liten i förhållande till folkmängden. Dessutom var klockstapeln i dåligt skick. Vid visitationen påyrkade ärkebiskopen en utbyggnad av kyrkan och att ett torn skulle uppföras. Ritningar till ombyggnaden utfördes 1851 av arkitekt Pehr Johan Ekman. Ombyggnadsarbetet utfördes åren 1854-1855 då hela exteriören och korets interiör omdanades till nygotisk stil. Ett nytt kor med tresidig avslutning och höga spetsbågiga fönster byggdes till den äldre kyrkan. Vapenhuset från 1700-talet revs liksom den äldre sakristian. En ny sakristia uppfördes i anslutning till det nya koret. Långhusets väggar höjdes varvid den branta takresningen minskade. Kyrktornet med trappstegsgavlar och hög spira uppfördes. Både tornet, långhuset och koret försågs med utvändiga tegelorneringar. Långhusets medeltida tegelblinderingar putsades över. En genomgripande restaurering genomfördes 1890 då den fasta bänkinredningen från 1600-talet ersattes med öppna bänkar. Murar och valv beströks med oljefärg vilket fick förödande konsekvenser för underliggande kalkmålningar. Korfönstren försågs med färgat glas. Kyrkorummet målades i en brunaktig färg och korvalvet dekorerades som en stjärnhimmel. Långhuset fick ett cementgolv.

### 1900-talets restaureringar
Eftersom väggar och tak hade blivit nedsotade av kamineldning genomfördes en nödvändig restaurering 1925. Hela kyrkorummet vitkalkades och inredningen målades om. Östra korfönstret murades igen. 1931 byttes tornspirans beläggning ut från zinkplåt till kopparplåt. Samtidigt förgylldes tornkorset. 1937 drabbades kyrkan av ett åsknedslag och vissa omedelbara reparationer var nödvändiga. Vid början av 1950-talet förbereddes en genomgripande restaurering av kyrkorummet. 1953 fick arkitekt Erik Fant i uppdrag att utarbeta ett program. Erik Fant avled våren 1954 och uppdraget övertogs av arkitekt Jörgen Fåk som lät utöka det ursprungliga förslaget. Ett omfattande renoveringsarbete påbörjades 7 januari 1955. Medeltida kalkmålningar togs fram, men kunde bara delvis återställas eftersom ovanliggande kalkputs hade bemålats med olja. Oljan hade sammanfogat de olika putslagren och skadat målningarna. Målningarna från 1400-talet, med enkel målningsdekor på valvens bågar och fästen, kunde till stor del återställas. Av 1500-talets målningar som fanns på ett senare putslager gick inte mycket att rädda. Några målningsfragment på södra väggen har kunnat bevaras. Vid södra långväggen återfanns en medeltida fönsteröppning, som frilades. I dess fönsternisch framtogs dekorationer i grått och rött. Östra korfönstret som var igenmurat togs upp igen och i alla tre korfönstren monterades glasmålningar komponerade av Julia Lüning. Öppna bänkinredningen ersattes av en ny sluten bänkinredning. En bänkskärm från 1600-talet användes som modell. På de främre bänkraderna monterades två pyramider från 1600-talet. Långhusets cementgolv ersattes med ett tegelgolv. Längst fram i långhuset murades ett podium upp för kyrkans medeltida dopfunt. Ett nytt fristående altare murades upp av tegel och försågs med en skiva av kalksten. Altarring och predikstol återfick sina gamla färger. Den 30 oktober 1955 återinvigdes kyrkan av domprost Olof Herrlin. År 1958 fick man myndigheternas tillstånd att byta ut kyrktakets beläggning från träspån till kopparplåt.

## Inventarier
- Dopfunten är ett gotländskt arbete från 1200-talet och kyrkans äldsta inventarium. Fot och skaft är tillverkade av kalksten. Ovanliggande cuppa med fyrpassform är tillverkad av rödbrun marmor och har vita ådringar. Tillhörande dopfat av handdriven mässing är tillverkat 1949 av konstnären Bo Råman i Stockholm. Bredvid dopfunten står en dopljusstake av silver som är skänkt till kyrkan 1971.
- En birgittabild från 1400-talet är placerad ovanför dopfunten.
- Ett triumfkrucifix är från senare delen av 1200-talet.
- Predikstolen i barockstil är tillverkad 1708. Ljudtaket kröns med en skulptur föreställande Guds lamm som vilar på boken med sju sigill (Uppenbarelseboken 5:6-8:1). Under lammet och boken finns en jordglob.
- Ett altarskåp av nordtysk typ är förmodligen tillverkat i Sverige på 1480-talet. Mittskulpturen föreställer Marie kröning och har omgetts av två helgonskulpturer som numera är försvunna. Flygeldörrarnas helgonskulpturer är däremot bevarade.
- Altaret från 1955 pryds av ett silverkors med sju bergkristaller. Korset med bergkristaller är komponerat av artisten Bo Råman och smitt av silversmeden Pierre Forssell i Stockholm. Bergkristallerna symboliserar Jesu sju ord på korset.
- I koret hänger en ljuskrona med åtta armar som upptill är krönt med en pelikan. Ljuskronan är tillverkad av mässing vid mitten av 1600-talet. Längst ned i mittgången hänger en ljuskrona från 1890 med tolv armar, fördelade på två kransar.
- Ett nattvardskärl av förgyllt silver är tillverkat av Bengt Collin i Uppsala vid början av 1700-talet.

### Orgel
- Första orgeln byggdes 1784 av orgelbyggare Niclas Söderström, Husby.
- En ny orgel med fem eller sex stämmor tillverkades 1825 av Johan Samuel Strand i Västra Vingåker. Orgeln ombyggdes och tillbyggdes 1938 av  Johan Vesterlund, Lövstabruk.
- Nuvarande orgel med 19 stämmor och två manualer tillkom 1960 och levererades av Jehmlich Orgelbau Dresden, Tyskland. Orgeln är mekanisk och har slejflådor. Tonomfånget är på 56/30. Fasaden är från 1825 års orgel.

| Huvudverk I  | Öververk II       | Pedal        | Koppel |
| Rörflöjt 8´  | Gedackt 8'        | Subbas 16´   | I/P    |
| Principal 4´ | Rörflöjt 4´       | Oktava 8´    | II/P   |
| Gemshorn 4'  | Principal 2'      | Nachthorn 4' | II/I   |
| Waldflöjt 2' | Nasard 1 1⁄3'     | Mixtur III   |        |
| Mixtur IV    | Sesquialtera II   | Fagott 16'   |        |
| Dulcian 8'   | Scharf III        | Skalmeja 4'  |        |
|              | Krumhorn 8'       |              |        |
|              | Tremulant         |              |        |
|              | Crescendosvällare |              |        |

## Bildgalleri

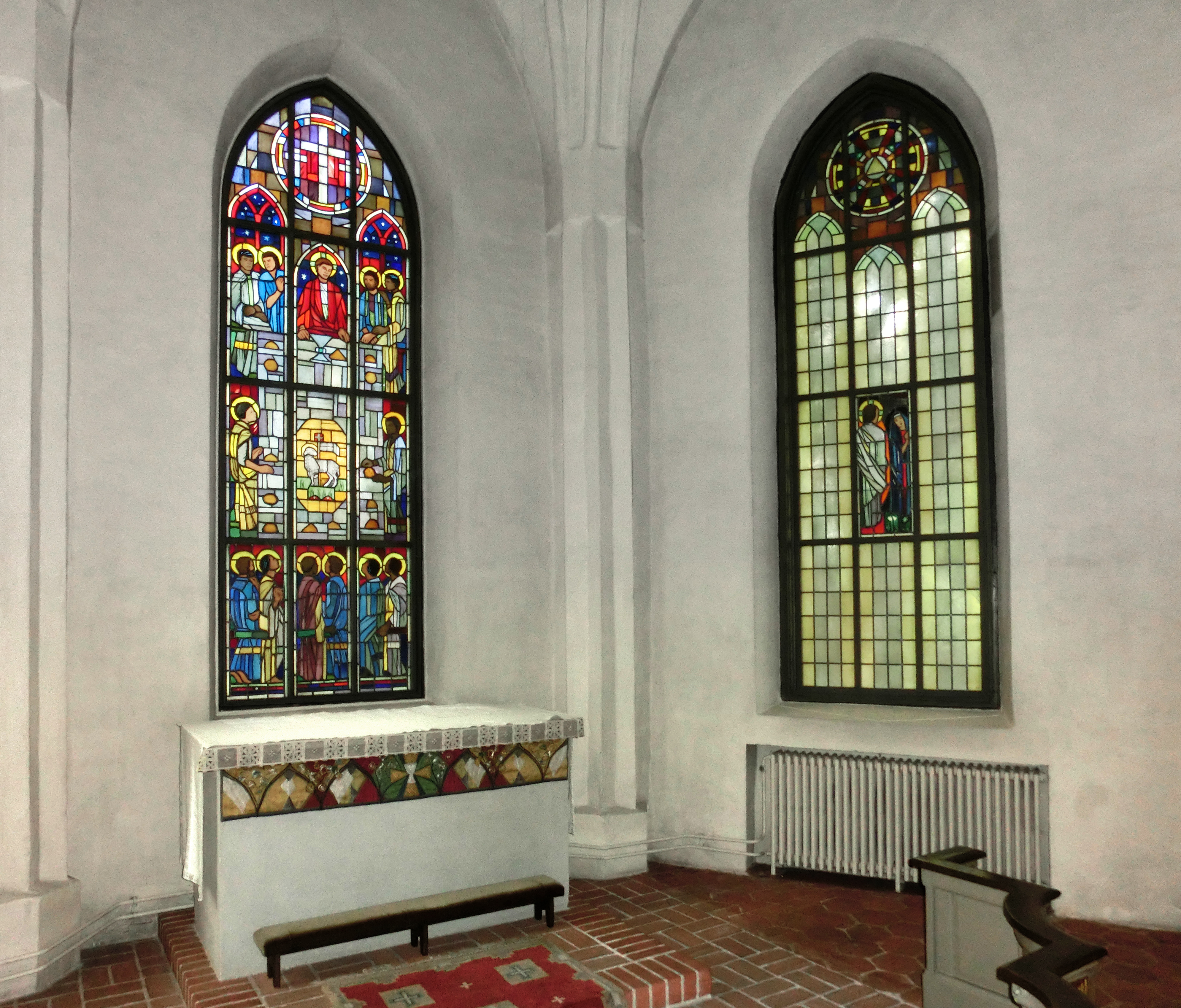
Korfönster
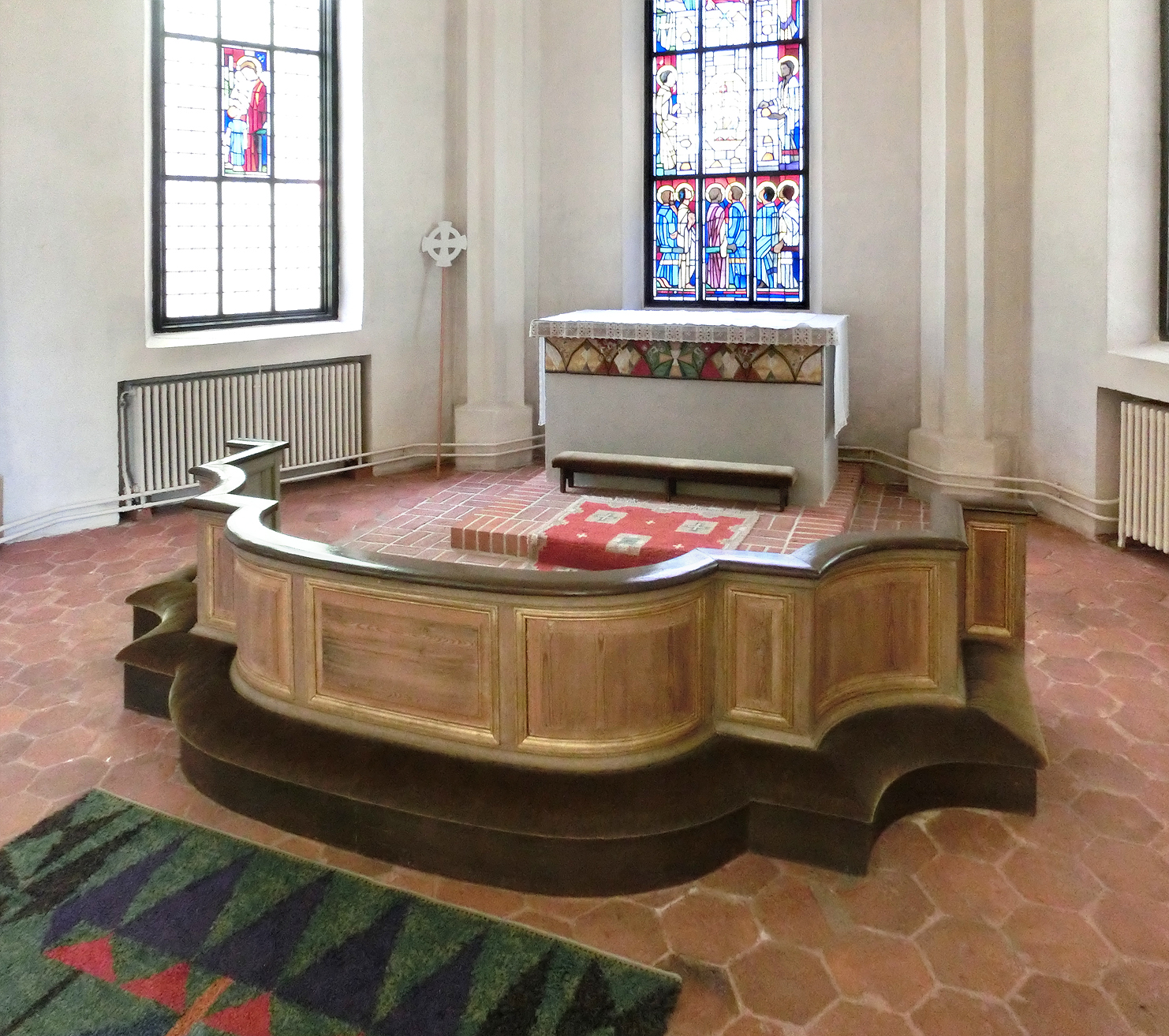
Altare och altarrund
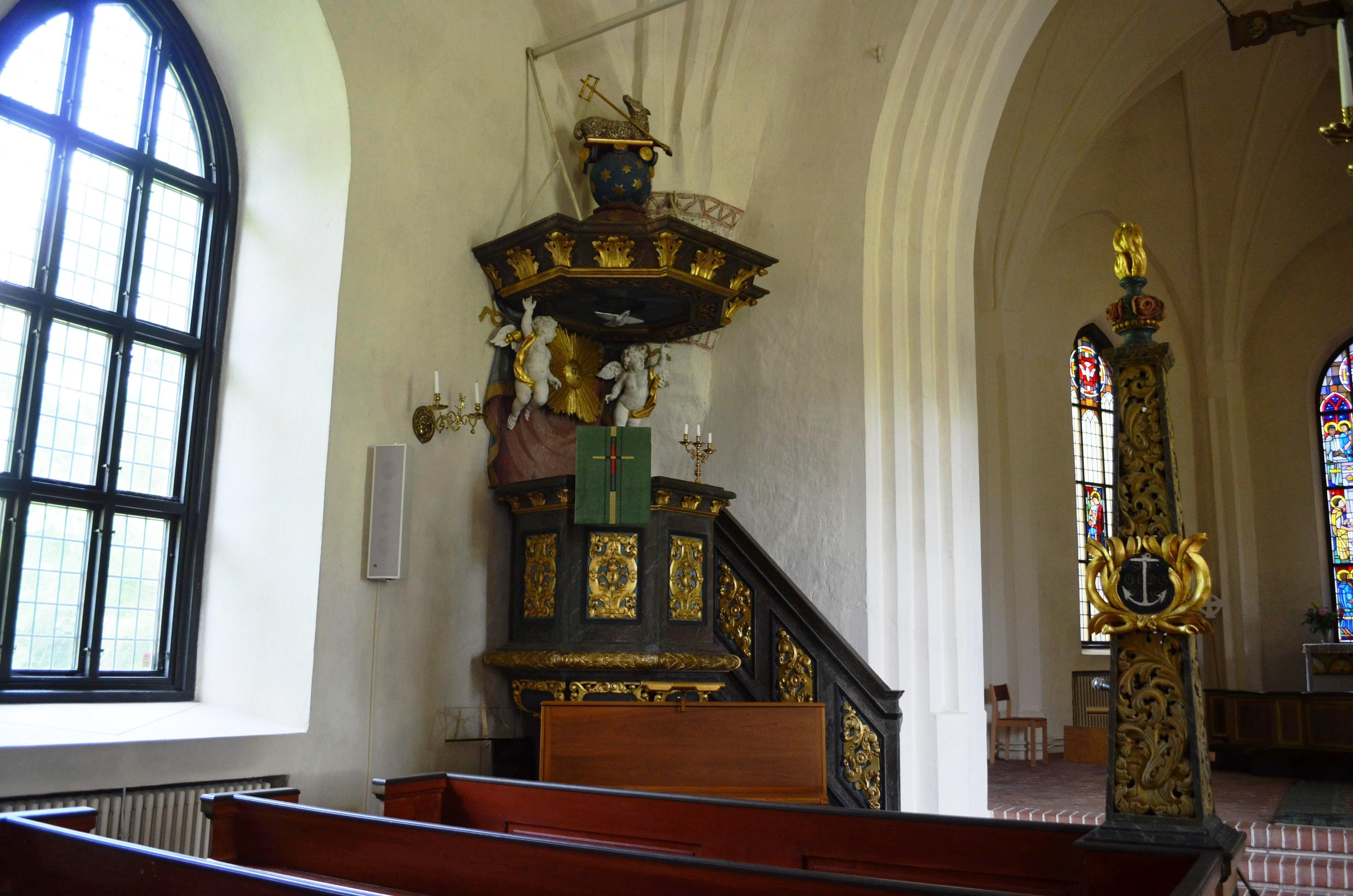
Predikstolen
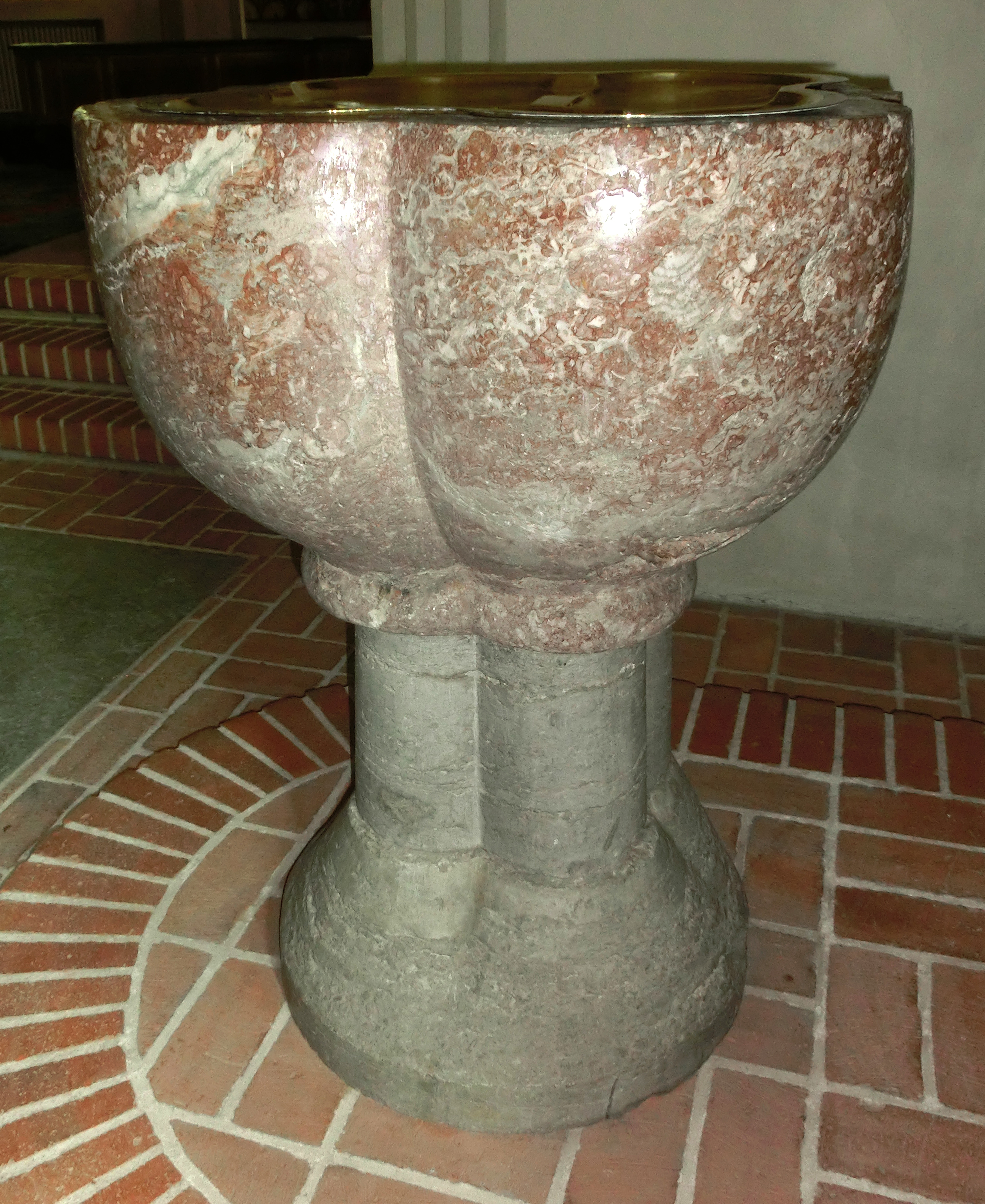
Dopfunten
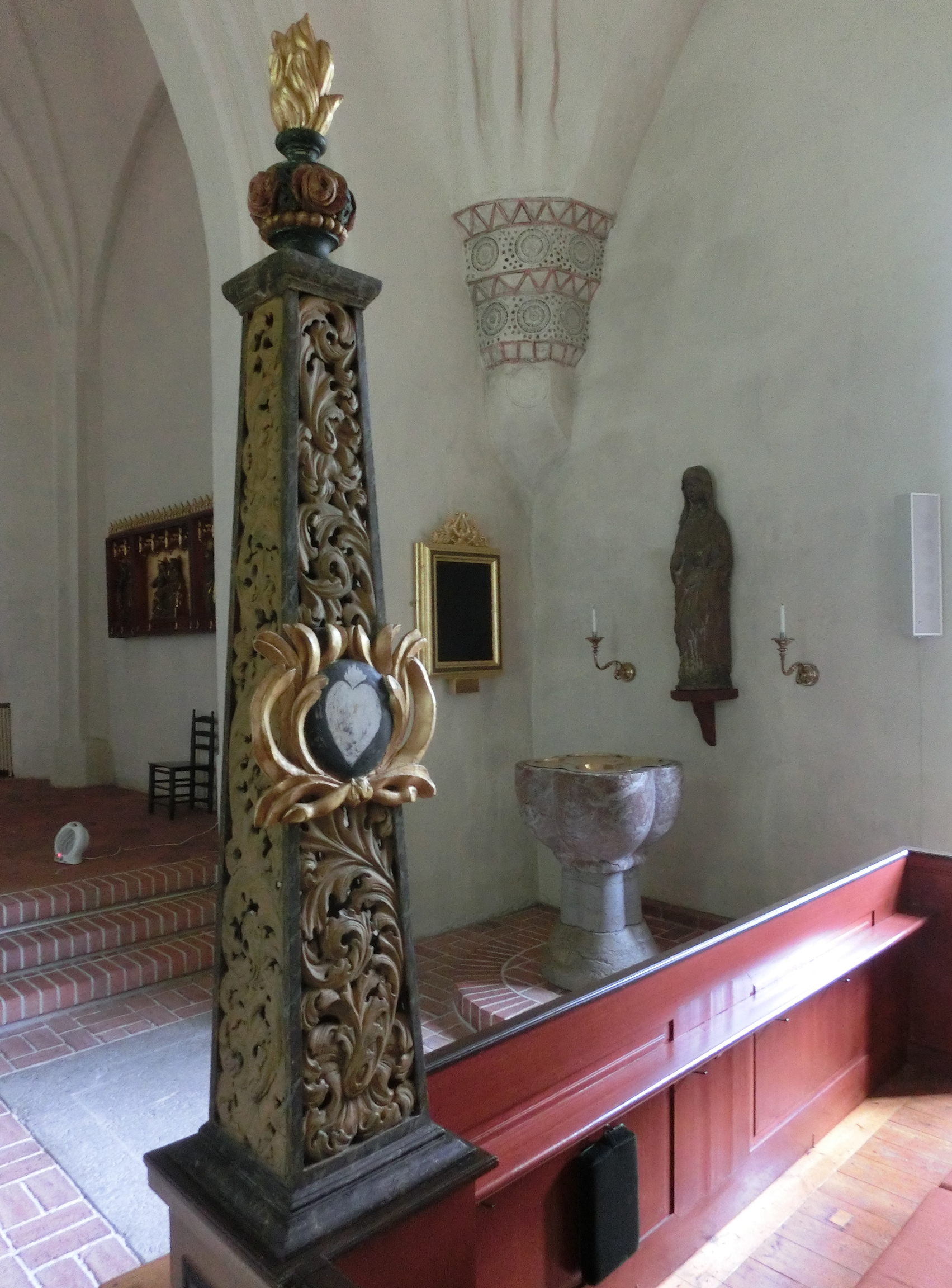
Obelisk
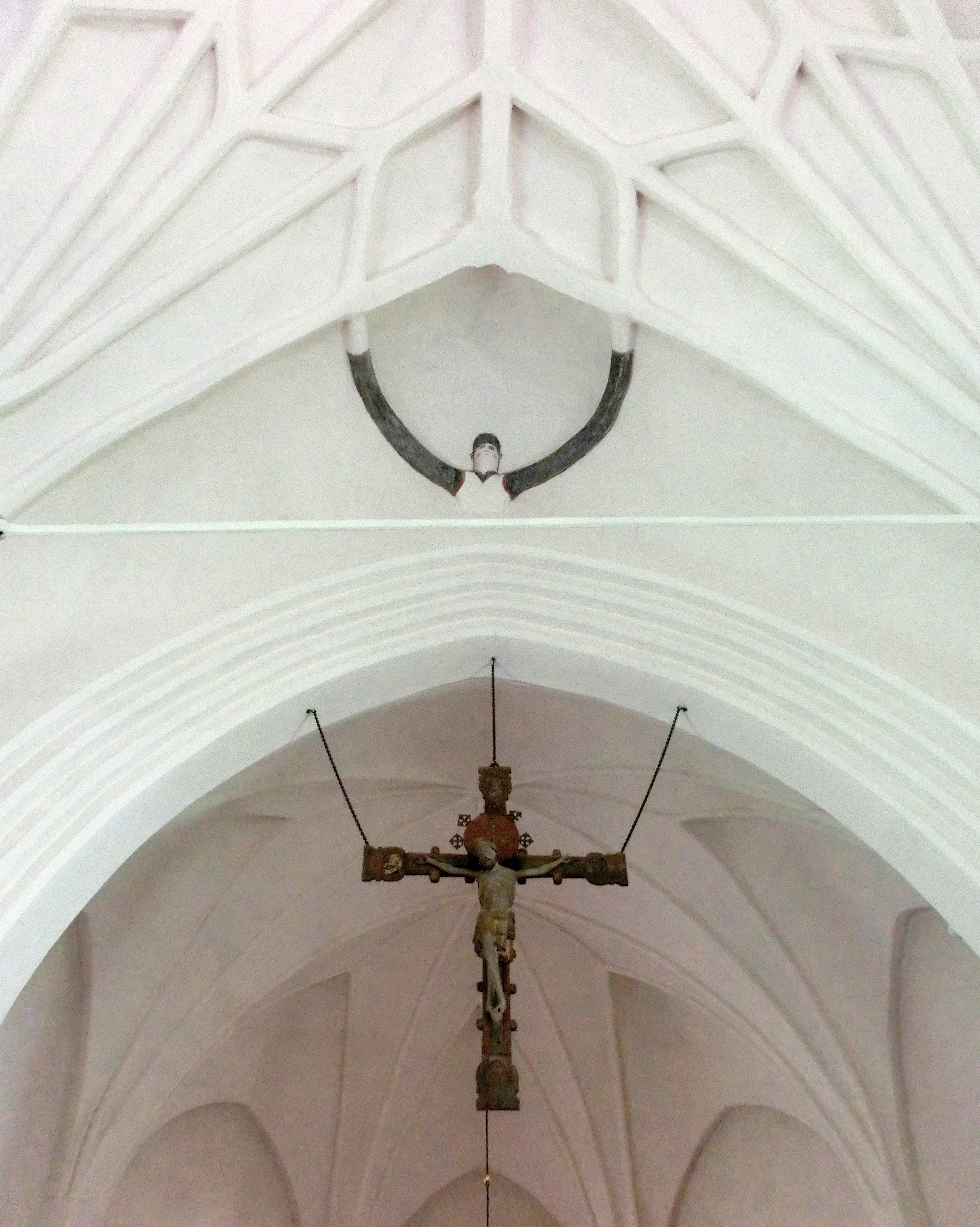
Triumfkrucifix
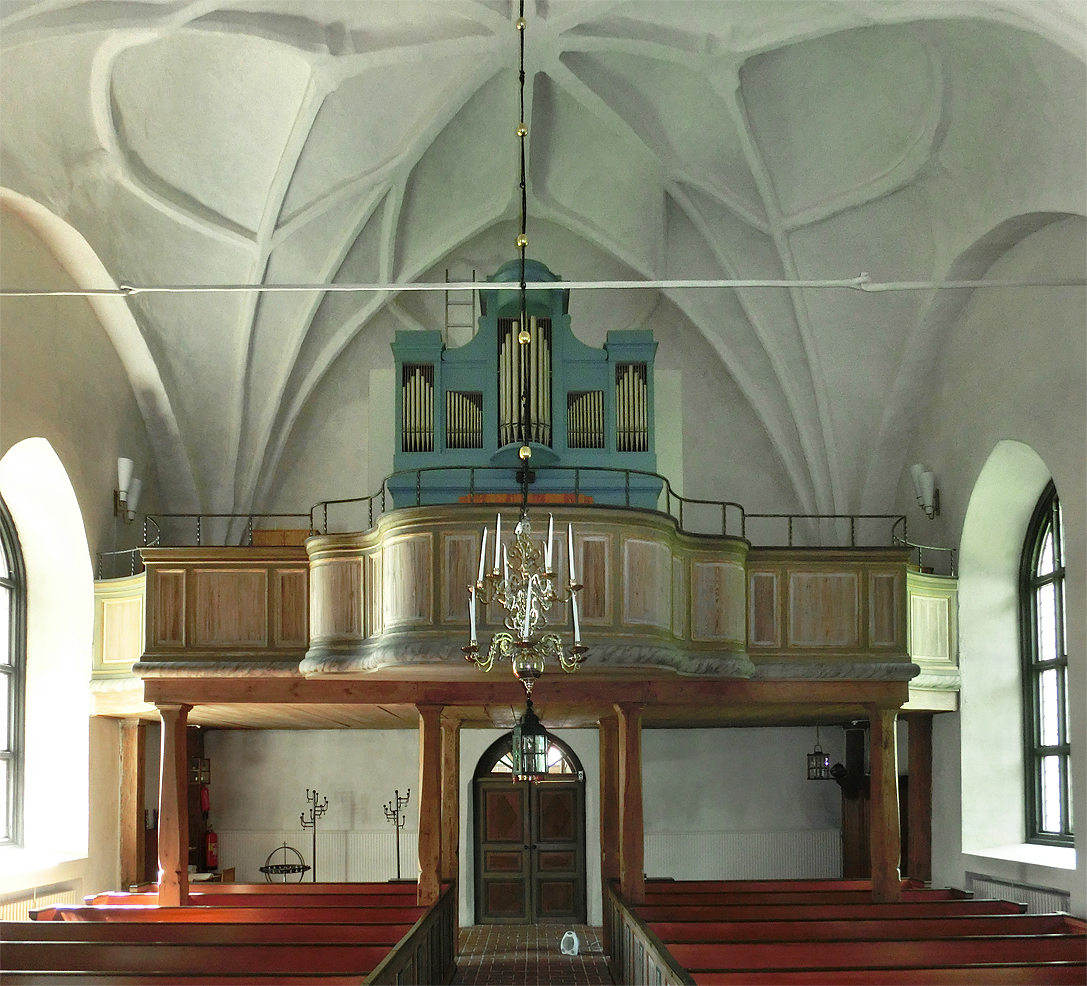
Läktarorgeln